# قاتلان وو
قاتلان وو (به انگلیسی: Wu Assassins) یک مجموعه تلویزیون اینترنتی اکشن و ماورایی طبیعی آمریکایی است که توسط جان ویرث و تونی کرانتز ساخته شده و در تاریخ ۸ اوت ۲۰۱۹ برای اولین بار در نتفلیکس پخش شد. در این سریال ایکو اویس، بایرون من، لوئیس تان، لارنس کائو، سلیا آو، لی جون لی، تامی فلاناگان و کاترین وینیک بازی می‌کنند. فصل اول این سریال نقدهای مثبتی از منتقدان دریافت کرد.

## داستان
کای جین، سرآشپز جوان محله چینی‌ها در سانفرانسیسکو امروزی، درگیر پیگیری قدرت‌های مرگبار باستان توسط تریاد چینی معروف به " وو زینگ " می‌شود. کای با استفاده از مهارتهای رزمی پیشرفته خود برای بازیابی قدرت‌های مافوق طبیعی از پنج جنایتکار امروزی که تهدید به استفاده از آنها برای نابودی جهان می‌کند، با اکراه به قاتل‌وو تبدیل می‌شود.

## بازیگران
- ایکو اویس در نقش کای جین، یک سرآشپز چینی-اندونزیایی در محله چینی سانفرانسیسکو، که می‌فهمد او آخرین نفر از قاتلان وو است که قرار است پنج جنگ سالار وو را که دارای قدرت‌های خارق‌العاده ای هستند که در اطراف آتش، چوب، زمین، و فلز و آب از آنجا که وو آدمکش قدرت بدنی و چابکی بیشتری دارد، قادر است ظاهر خود را تغییر دهد تا هویت خود را پنهان کند و می‌تواند در برابر حملات خارق‌العاده وو لردها مقاومت کند.
- بایرون من در نقش عمو شش، رهبر تثلیث چینی که دنیای جنایتکار را در محله چینی سانفرانسیسکو اداره می‌کند و ناپدری خوانده کای جین است. او به عنوان Fire Wu می‌تواند ساقه و پرتابه‌های ساخته شده از آتش ایجاد کند و می‌تواند اشیا را گرم کرده و روشن کند.
- لی جون لی در نقش جنی واه، رستوران دار جوانی که رستوران آمریکایی چینی-آمریکایی، استاد وه را اداره می‌کند و دوست کای جین است.
- سلیا آو در نقش یینگ یینگ، زنی که به کی روشهای یک آدمکش وو را آموزش می‌دهد. او اولین وو قاتل بود که با جنگ سالاران وو شکار و مبارزه می‌کرد.
- لوئیس تان به عنوان لو شین لی، دوست کای که صاحب چرخهای لی است، یک گاراژ سفارشی است که همچنین جلو دو حلقه سرقت اتومبیل است که به ترتیب توسط تریاد و مک کالو اداره می‌شوند.
- لارنس کائو در نقش تامی واه، برادر بزرگتر جنی، که یک معتاد به هروئین و از اعضای تریاد است.
- تامی فلاناگان در نقش آلک مک کالو، رئیس جنایی اسکاتلندی که بیشتر در اروپا فعالیت می‌کند، و دوباره به آمریکا نقل مکان می‌کند تا سعی کند قلمرو تریاد را در محله چینی سانفرانسیسکو تصرف کند. او یک وو آدمکش سابق است که به لرد وود وو تبدیل شد و به همین دلیل قادر به دستکاری گیاهان و درختان است و دارای قدرت بهبودی است که منجر به طول عمر وی می‌شود.
- کاترین وینیک در نقش کریستین «سی جی» گاوین، بازرس مخفی اداره پلیس سان فرانسیسکو، اخیراً برای کار در چرخهای لی استخدام شده‌است.
- تزی ما به عنوان آقای جوان، همسایه کای و صاحب بقالی چینی
- جوجو چان در نقش زان، ستوان تریاد و زن راست دایی شش، اگرچه او مصمم است که به رهبر تریا تبدیل شود
- مارک داکاسیوس به عنوان یک راهب بی‌نام، که بدن و صورت او هنگام جنگ به عنوان قاتل وو، شخصیت کای را مخفی می‌کند
- کرانستون جانسون در نقش فرانک فلچر، کاپیتان پلیس اداره پلیس سانفرانسیسکو
- جفری‌دیوید فاهی نقش جک، پلیس بازنشسته‌ای که CG برای اطلاع از عمو شش از او دیدن می‌کند
- رابین مک‌لیوی نقش مگی مک کالو، همسر فقید الک مک کالو
- کوین دورند در نقش جیمز باکستر، زمین وو، که می‌تواند زمین را کنترل کند، از طریق تلکینتیک سنگ‌ها را حرکت دهد و گوشت را به سنگ تبدیل کند.
- سامر گلایو نقش خانم جونز، آب وو، که می‌تواند به آب تبدیل شود و آن را دستکاری کند (در "مسیرها: قطعات ۱ و ۲")
- تراویس کالدول در نقش گیدئون، متال وو، که می‌تواند از طریق هموگلوبین خود، فلز، الکترونیک، برق را دستکاری کرده و بدن افراد را در اختیار داشته باشد (در "مسیرها: قطعات ۱ و ۲")[۱][۲][۳]

## فیلمبرداری
فیلمبرداری اصلی برای فصل اول در محل در ونکوور، کانادا از ۲۰۱۸ اوت ۸ تا نوامبر ۲۰، ۲۰۱۸ صورت گرفت. و در تاریخ ۲۳ ژوئیه ۲۰۱۹، پیش پرده رسمی این سریال منتشر شد.

## پاسخ انتقادی
گردآورنده نقد و بررسی راتن تومیتوز گزارش داد که فصل اول بر اساس ۲۳ بررسی، ۸۳٪ امتیاز تایید را با میانگین امتیاز ۶.۸ از ۱۰ داشت.